# Las Rędziński
Las Rędziński (Der Riemberg, Ranserner Wald) – kompleks leśny położony w północnej części Wrocławia, na prawym brzegu rzeki Odry, a na lewym brzegu rzeki Widawy. Las ten jest lasem komunalnym, tzn. jest własnością gminy miejskiej Wrocław. Pieczę nad nim sprawuje zatem Zarząd Zieleni Miejskiej, podległy Departamentowi Architektury i Rozwoju Urzędu Miejskiego Wrocławia. Powierzchnia Lasu Rędzińskiego wynosi ok. 400 ha (407,58 ha, 408 ha).
Las Rędziński położony jest pomiędzy osiedlami i rzekami:
- osiedle Rędzin na południowy wschód od lasu
- osiedle Lesica i za polami irygacyjnymi osiedle Świniary na wschód od lasu
- rzeka Widawa, a za nią Gmina Oborniki Śląskie, na północ od lasu
- rzeka Odra na zachód od lasu.

Część źródeł, w tym na wielu wydanych planach miasta, z kompleksu Lasu Rędzińskiego, wyodrębnia północną jego część, położoną wzdłuż rzeki Widawa, pod nazwą Las Lesicki, od nazwy osiedla Lesica, przy którym ta część lasu jest zlokalizowana. Nie ma takiego wyodrębnienia na stronie miasta.
Do lasu dojechać można ulicą Żużlowców, natomiast do północnej jego części – Lasu Lesickiego; ulicą Wędkarzy.
Las Rędziński jest naturalną częścią całego kompleksu lasów nadodrzańskich. Stanowi on naturalne przedłużenia zalesień rozpoczynających się od Lasu Osobowickiego i mających swoją kontynuację na prawym brzegu rzeki Widawa już jako lasy państwowe poza granicą miasta Wrocławia. Również na lewym brzegu Odry naturalną kontynuacją tych lasów jest Las Pilczycki i lasy w okolicach Nowej Karczmy i Janówka. W północno-zachodnim krańcu Lasu Rędzińskiego znajduje się ujście rzeki Widawa będącej dopływem rzeki Odra.
Las, wraz z otaczającymi go terenami (w tym między innymi polami irygacyjnymi) i ciekami, oceniany jest jako obszar niezwykle cenny przyrodniczo.
Znajduje się w nim pomnik przyrody – najgrubszy we Wrocławiu dąb szypułkowy o obwodzie 734 cm, rosnący w rejonie osiedla Lesica. Las nawiązuje do grądów, a w części obejmującej partie wilgotne do łęgów. Występują tu także gatunki drzew obce siedliskowo dla tego typu lasów, takie jak: sosna, świerk, modrzew i gatunki pochodzenia obcego: dąb czerwony, robinia akacjowa.